# Nonette (Puy-de-Dôme)
Nonette korábbi község (település) Franciaországban, Puy-de-Dôme megyében. 2016. január 1-jén Orsonnette községgel egyesült és Nonette-Orsonnette új község része lett.
Lakosainak száma 362 fő (2018. január 1.).

## Népesség
A település népességének változása:
| Lakosok száma | 244  | 270  | 272  | 275  | 289  | 321  | 344  | 573  | 354  | 362  |
|               | 1962 | 1968 | 1975 | 1990 | 1999 | 2008 | 2013 | 2016 | 2017 | 2018 |